# 라세 할스트룀
라세 할스트룀(Lasse Hallström, 1946년 6월 2일 ~ )은 스웨덴의 영화 감독이다. 대표작으로 길버트 그레이프 (1993), 사이더 하우스 (1999), 초콜렛(2000) 등이 있다.

## 작품 목록
- 아바 (1977, 다큐)
- 개 같은 내 인생 (1985)
- 시끌벅적 마을의 아이들 - 여름 그리고 가을 (1986)
- 시끌벅적 마을의 아이들 - 겨울 그리고 봄 (1987)
- 사랑의 울타리 (1991)
- 길버트 그레이프 (1993)
- 사랑 게임 (1995)
- 사이더 하우스 (1999)
- 초콜렛 (2000)
- 쉬핑 뉴스 (2001)
- 언피니쉬드 라이프 (2005)
- 카사노바 (2005)
- 혹스: 욕망의 법칙 (2006)
- 하치 이야기 (2009)
- 디어 존 (2010)
- 사막에서 연어낚시 (2011)
- 최면전문의 (2012)
- 세이프 헤이븐 (2013)
- 로맨틱 레시피 (2014)
- 베일리 어게인 (2017)
- 호두까기 인형과 4개의 왕국 (2018)
- 너에게로 가는 길 (2025)